# Letty Aronson
Letty Aronson, rodným jménem Ellen Letty Konigsberg, (* 1943 New York) je americká filmová producentka. Je mladší sestrou režiséra a scenáristy Woodyho Allena. Studovala na Brooklyn College a Newyorské univerzitě. Jejím manželem byl Sidney Aronson, s nímž žila od šedesátých let až do jeho smrti v roce 2002. Produkci se začala věnovat v devadesátých letech, zpočátku jako vedoucí producentka, později jako producentka. Produkuje výhradně filmy svého bratra.